# Секонди-Такоради
Се́конди-Такора́ди (англ. Sekondi-Takoradi, sĕkˈəndē-täkôräˈdē) — город в Гане, двоеградье, состоящее из городов Се́конди (Sekondi) и Такора́ди (Takoradi), на побережье Гвинейского залива, административный центр Западной области. На 2010 год население города составляло более 539 тысяч жителей, что делало его третьим по величине городом Ганы после столицы страны Аккры и города Кумаси. В настоящее время Секонди-Такоради является крупным морским портом с ежегодным грузооборотом более 4 миллионов тонн. Он обслуживается аэропортом Такоради, и соединён сетью железных дорог с Кумаси и Аккрой. В городе развиты деревообрабатывающая, бумажная и пищевая промышленности, есть фабрики, производящие текстиль и табак, автомобильный и вагоноремонтный заводы.

## История
До 1650 года на западном побережье Африки появилось два рыболовецких поселения, чьи названия «Такоради» и «Секонди» были искажёнными формами фамилий прусских торговцев Таккарари и Секундиса. В окрестностях второго в XVII веке было возведено два укрепления: голландский форт Оранжевый (1644 год), и английский форт Секонди (1682 год). Вблизи Такоради в то время также располагалось укрепление голландцев — форт Витсен (1659 год).
Секонди стал городом не позднее 1894 года, тогда как Такоради — только в 1926, а в 1928 году там была сооружена гавань, которая стала первой искусственной гаванью в Западной Африке и оказала большое влияние на экономическое развитие региона. Фактическое слияние городов произошло в 1930-х годах, а 2 декабря 1946 года город Секонди-Такоради был образован как административная единица.

## Население
Взрывной рост Секонди в начале XX века был обусловлен тем, что именно оттуда в 1898 году началось строительство железной дороги. Вследствие этого первое время бо́льшую часть его населения составляли строители-мужчины: в 1901 году на 3469 мужчин пришлось всего 626 женщин. За 10 лет, к 1911 году, численность населения Секонди выросла с 4095 до 9122 человек. На графике ниже представлено население объединённого города Секонди-Такоради, начиная с 1931 года; к тому времени его население насчитывало 26 041 человек.

## Города-побратимы
- Бостон (США)
- Окленд (США)
- Плимут (Великобритания)